# 约翰内斯·施图尔姆
约翰内斯·施图尔姆（德語：Johannes Sturm，1507年—1589年），文艺复兴时期欧洲神圣罗马帝国德意志教育家之一。他早年曾参加外交活动，后积极投身于教育工作，对德意志中等教育的发展产生了深远影响，公元16世纪后期于斯特拉斯堡去世。

## 扩展阅读
- Gilman, D. C.; Peck, H. T.; Colby, F. M. (编). .  (第1版). 纽约: Dodd, Mead. 1905.
- Gilman, D. C.; Peck, H. T.; Colby, F. M. (编). .  (第1版). 纽约: Dodd, Mead. 1905.
- . . 1920.